# تفجيرات وعمليات إعدام سجن دوبرافا
مذبحة سجن دوبرافا هي مذبحة حدثت أثناء حرب كوسوفو قُتل فيها ما لا يقل عن 99 سجيناً من ألبان كوسوفو وجُرح حوالي 200 سجين في سجن دوبرافا القريب من مدينة إستوغ شمال غرب كوسوفو في الفترة من 22 إلى 24 مايو 1999.
في 19 و21 مايو 1999، قصف الناتو القوات اليوغوسلافية والصربية القريبة من السجن. في 22 مايو، قامت قوات الأمن الصربية بصف ما يقرب من 1000 سجين في فناء السجن وأطلقت النار عليهم بواسطة القناصين والمدافع الرشاشة والقنابل اليدوية من جدران السجن وأبراج الحراسة، مما أسفر عن مقتل سبعين شخصا على الأقل. قُتل 12 سجينًا آخرًا على الأقل خلال الأربع والعشرين ساعة التالية عندما هاجم حراس السجن والشرطة الخاصة وربما القوات شبه العسكرية السجناء الذين كانوا يختبئون في مباني السجن المُدمرة والطوابق السفلية والمجاري. تم نقل المصابين في شاحنات، بينما تم نقل السجناء المتبقين إلى سجن ليبليان، حيث تعرضوا للضرب. في 10 يونيو، تم نقلهم واحتجازهم في سجون في صربيا بعد انتهاء الحرب.
إن اتساق شهادة الشهود، مع تفاصيل محددة حول الأزمنة والمواقع، لا يترك أي شك في أن القوات الحكومية الصربية ورُبما اليوغوسلافية عن عمد ودون الحاجة لذلك قامت بقتل عدد كبير من الألبان في السجن.

## تفجيرات الناتو
قصف الناتو ما ادعى أنه أماكن تواجد الجيش اليوغوسلافي وقوات الشرطة الصربية بالقرب من السجن في الساعة 1:15 من مساء 19 مايو، وخلف القصف مقتل أربعة وجرح اثنين من المدنيين. أمضى السجناء الليلتين التاليتين نائمين في الخارج، ولكن داخل أسوار السجن. في 21 مايو، أمر حراس السجن السجناء بالاصطفاف في الفناء، ومع ذلك، توقفت العملية عندما حلقت طائرات الناتو فوق المبنى. في البداية، ادعى الناتو أن السجن كان ثكنات عسكرية.
في اليوم التالي، ذكرت تانيوغ (وكالة أنباء يوغوسلافيا الاتحادية) مقتل 19 سجينًا وحارسًا وإصابة أكثر من عشرة آخرين. كان ضحايا التفجيرات 23 على الأقل من عناصر جيش تحرير كوسوفو. ادعت الحكومة اليوغوسلافية مقتل 85 مدنياً، بينما حددت هيومن رايتس ووتش عدد الضحايا في حوالي 18 حالة وفاة. وذكر مصدر آخر أن الحادثة خلفت 95 قتيلا و196 مُصابا.

## الإعدامات
قُتل السجناء خارج نطاق القضاء  أو أُُعدموا بإجراءات موجزة  يومي 22 و23 مايو.
وذكر شهود قبل انعقاد المحكمة الجنائية الدولية ليوغوسلافيا السابقة أنه في الصباح الباكر من يوم 22 مايو 1999، طُلب من السجناء أن يصطفوا في الميدان الرياضي، بعدما أُخبروا أنه سيتم نقلهم إلى سجون أخرى أكثر أمناً. أطاع حوالي 800 سجين الأمر بينما اختبأ الباقون في السجن. بعد أن شكل السجناء خطا، بدأت الشرطة بإطلاق النار من برج الحراسة وجدران السجن، باستخدام قنابل يدوية وبازوكا وأسلحة آلية. قال الشهود إن حوالي 20 ضابطًا أطلقوا النار. وتبع ذلك فوضى عارمة حيث سقط السجناء في كل مكان. تشير شهادة الشهود مع تفاصيل حوال الزمان والمكان إلى أن القوات الحكومية أعدمت عددًا كبيرًا من الألبان في السجن.
شهد شهود آخرون أنه في اليوم المشؤوم أمر مسؤولو السجن ما يقرب من 1000 سجين بالاصطفاف في ساحة السجن. بعد بضع دقائق، تم إطلاق النار عليهم من جدران السجن وأبراج الحراسة بالأسلحة الرشاشة والقنابل اليدوية، مما أسفر عن مقتل سبعين شخصًا على الأقل. رقم آخر هو 67 قتيلا. على مدار الأربع والعشرين ساعة التالية، هاجم حراس السجن والشرطة الخاصة وربما القوات شبه العسكرية السجناء الذين كانوا يختبئون في مباني السجن والطوابق السفلية والمجاري، مما أسفر عن مقتل اثني عشر سجينا على الأقل.
في عام 2011، صرح نايت حساني وهو عضو في برلمان كوسوفو وشاهد على المذبحة:
شاهد آخر صرح لـ هيومن رايتس ووتش:
وأشار آخر:
تبع ذلك فوضى بينما فر السجناء للاختباء في مباني وأقبية السجن والمجاري. ذلك المساء، يذكر جميع الشهود، دخلت مجموعة من الشرطة الخاصة أو شبه العسكرية السجن وحاولت إعادة فرض سيطرتها على السجن. استمر الهجوم قرابة عشرين دقيقة، تم خلالها إلقاء قنابل يدوية على مبنى المدرسة، مما أدى إلى مقتل شخصين على الأقل. ظل السجناء مختبئين أثناء الليل، حيث بعضهم يستعدون للدفاع عن أنفسهم بأسلحة مؤقتة مصنوعة من الأثاث المكسور أو أدوات الحدائق. تم وضع الجرحى الذين يتراوح عددهم بين 120 و150 في قبو الجناح ج. في صباح اليوم التالي من 23 مايو، قال الشهود، جاء جنود جدد أو وحدات شبه عسكرية إلى السجن، وفتحوا المجاري المائية وألقوا قنابل يدوية. في ذلك اليوم أصيب أربعة أشخاص بالجنون وقاموا بشنق أنفسهم في زنازينهم.

قال شاهد لـ هيومن رايتس ووتش: 
وفي وقت لاحق من الصباح، أعادت قوات الأمن تأكيد بعض السيطرة على السجن، وأصدرت إنذاراً نهائياً بأن يخرج السجناء من مخابئهم خلال خمس عشرة دقيقة. دون أي خيارات أخرى، كشف السجناء عن أنفسهم، ثم اجتمعوا في القاعة الرياضية للسجن، التي كانت لا تزال غير متضررة. وبحسب الشهود، كان جنود الجيش اليوغوسلافي حاضرين هذه المرة.

## بعد الحادثة
بما أن جميع الناجين من المذبحة نُقلوا إلى سجون في وسط صربيا بعد الهجوم، فإن روايات ما حدث لم تظهر إلا بعد الحرب عندما تم إطلاق سراح بعض السجناء. في يونيو 1999، اكتشفت قوات إسبانية كانت تشتغل ضمن الناتو جثة واحدة في السجن لشخص تم قطع حنجرته، كانت مُلقاة هناك لمدة شهر على الأقل.
في 13 أغسطس، بدأ فريق طب شرعي إسباني في نبش97 قبرا تم العثور عليها بالقرب من سجن دوبرافا. صرح المستشار القانوني للمحكمة الجنائية الدولية ليوغوسلافيا السابقة، كارل كونيغ، أنه يبدو أن الجثث كانت موجودة منذ 26 أو 27 مايو. وفي تقريرها إلى مجلس الأمن التابع للأمم المتحدة في 10 نوفمبر 1999، قالت المدعية العامة للمحكمة الجنائية الدولية ليوغوسلافيا السابقة، كارلا ديل بونتي، إنه تم العثور على 97 جثة في موقع راكوش.
شاهد مراسل لصحيفة «نيويورك تايمز» زار السجن في نوفمبر 1999: «أقبية المباني، ودماء لا تزال لزجة على الأرض، وآثار الرصاص على الجدران، وعلامات انفجار القنابل اليدوية على الأرضيات».